# Karl-Birger Blomdahl
Karl-Birger Blomdahl (ur. 19 października 1916 w Växjö, zm. 14 czerwca 1968 w Kungsängen koło Sztokholmu) – szwedzki kompozytor i dyrygent.

## Życiorys
W latach 1935–1944 studiował w konserwatorium w Sztokholmie, gdzie uczył się kompozycji u Hildinga Rosenberga oraz dyrygentury u Tora Manna. W latach 1946–1947 przebywał we Włoszech i Francji. Od 1950 do 1954 roku kierował zespołem muzyki kameralnej Fylkingen. Od 1953 roku był członkiem Akademii Muzycznej w Sztokholmie. Gościnnie wykładał w Tanglewood (1954–1955) i na Uniwersytecie w Princeton (1959). W latach 1960–1964 profesor kompozycji w Królewskiej Akademii Muzycznej. Od 1965 roku do śmierci kierownik oddziału muzycznego szwedzkiego radia i telewizji. Pierwszy laureat Nagrody muzycznej Rady Nordyckiej (1965, za operę Aniara).
Współpracował z czasopismami Prisma i Nutida musik.

## Twórczość
W pierwszym okresie swojej twórczości nawiązywał do dorobku Paula Hindemitha i tradycji neoklasycznych, później zwrócił się ku dodekafonii i muzyce elektronicznej. Przykładem eksperymentów muzycznych Blomdahla jest utwór Altisonans, w którym posłużył się głosami ptaków i sygnałami sztucznych satelitów Ziemi.
Skomponował m.in. trzy symfonie (1943, 1947, 1951), Kwartet smyczkowy (1939), Koncert altówkowy (1941), Uwerturę koncertową (1942), Concerto Grosso (1944), Trio smyczkowe (1945), Suitę pastoralną (1946), Koncert skrzypcowy (1946), Koncert kameralny (1953), 9 sonetów I speglarnas sal na chór, głosy solowe i orkiestrę (1953), suity baletowe Sisyphos (1954) i Minotaurus (1958), Anabase na baryton, narratora, chór i orkiestrę (1956), Fioriture na orkiestrę (1960), Forma ferritonans na orkiestrę (1961), suitę choreograficzną Spel för åtta (1963), operę futurystyczną Aniara (1959), operę komiczną Herr von Hancken (1965), utwór elektroniczny Antisonans (1966).